# بلدة سزاديك
بلدة سزاديك هي بلدة تقع في مقاطعة Wola محافظة وودج، بولندا. في عام 2016 بلغ عدد سكانها 1976 نسمة.

## التاريخ
في عام 1921، كان في البلدة 535 يهوديًا من إجمالي 3058، كان السكان اليهود يتركزون في الغالب وسط البلدة، حيث شكلوا ما يقرب من 90 ٪ من السكان.
بعد الاحتلال الألماني الذي بدأ في سبتمبر 1939، تعرض اليهود للسرقة وللعمل القسري بدون أجر، بعضهم عمل في المجتمع والبعض الآخر أرسل إلى معسكرات العمل.
في عام 1940، أُعطي 410 يهودي متبقين في البلدة إشعارًا لمدة ثلاث ساعات بأنهم سينتقلون إلى حي غيتو (حارة اليهود)، حيث يعيشون في فقر وفي ظروف صحية قاسية.
في 14 أغسطس 1942، تم ترحيل جميع الجالية اليهودية في بلدة إلى معسكر الإبادة الألماني النازي "Chełmno" حيث تم حرقهم بالغاز. كان هناك أقل من عشرين ناجيًا من يهود سزاديك. استطاعت امرأة بولندية من إنقاذ حياة امرأة يهودية، وبعد الحرب كُرمت البولندية على أنها امرأة صالحة بين الأمم.

## روابط خارجية
- الموقع الرسمي للبلدة